# Idyllwild-Pine Cove
Idyllwild-Pine Cove é uma Região censo-designada localizada no estado americano da Califórnia, no Condado de Riverside.

## Demografia
Segundo o censo americano de 2010, a sua população era de 3 874 habitantes.

## Geografia
De acordo com o United States Census Bureau tem uma área de 35,7 km², dos quais 35,7 km² cobertos por terra e 0,0 km² cobertos por água.

## Localidades na vizinhança
O diagrama seguinte representa as localidades num raio de 24 km ao redor de Idyllwild-Pine Cove.